# Prvenstvo Avstralije 1914
Prvenstvo Avstralije 1914 v tenisu.

## Moški posamično
Arthur O'Hara Wood :  Gerald Patterson, 6–4, 6–3, 5–7, 6–1

## Moške dvojice
Ashley Campbell /  Gerald Patterson :  Rodney Heath /  Arthur O'Hara Wood, 7–5, 3–6, 6–3, 6–3